# Ecos de mi tierra
"Ecos de mi tierra" fue un programa televisivo de Música folklórica de Argentina emitido por la TV Pública. Es conducido por la cantante Soledad Pastorutti y el conductor Marcelo Iribarne. El programa se emitió desde el 25 de mayo de 2008 y finalizó en diciembre de 2015.
Luego de las transmisiones de fútbol, Ecos de mi Tierra es uno de los programas de mayor audiencia de la TV Pública, logrando durante el año 2011 un índice de audiencia promedio de 2,3 puntos (según IBOPE). Es un programa muy popular en el interior de Argentina. 
Su fin es mostrar las diferentes manifestaciones de la música y sus intérpretes de cada rincón de Argentina. Hay artistas invitados de primer nivel, cuerpos de baile, artistas de todas las edades ya sean profesionales o simples aficionados (seleccionados de un casting previo), quienes muestran las diversas manifestaciones de la música folklórica argentina. Tiene un sonido muy cuidado y de muy buena calidad lo que significa un gran respeto para con los artistas.
Ya han pasado por el programa grandes figuras nacionales e internacionales, tales como Raphael, Álex Ubago, Lila Downs, Niña Pastori, Horacio Guaraní, Mercedes Sosa, María Graña, Argentino Luna, Ramona Galarza, Teresa Parodi, Coti, Diego el Cigala, Chaqueño Palavecino, Jairo, Fabiana Cantilo, León Gieco, Miranda!, Adriana Varela, Marcela Morelo, Los Tekis, Los Nocheros, entre otros artistas. 
Estuvo nominado seis veces como Mejor Programa Musical de Televisión para los Premios Martín Fierro. El 14 de junio de 2015, ganó el premio Martín Fierro como Mejor Programa Musical de Televisión. El horario actual del programa se emitía los sábados a las 21:00 (UTC -3).

## Premios

### Premios Martín Fierro
| Año  | Categoría                     | Resultado |
| ---- | ----------------------------- | --------- |
| 2008 | Programa Musical              | Nominado  |
| 2009 | Programa Musical              | Nominado  |
| 2010 | Programa Musical              | Nominado  |
| 2012 | Programa Cultural / Educativo | Nominado  |
| 2013 | Programa Cultural / Educativo | Nominado  |
| 2014 | Programa Musical              | Ganador   |
| 2015 | Programa Musical              | Ganador   |